# Свердловский сельсовет (Красногвардейский район)
Свердло́вский сельсовет — сельское поселение в Красногвардейском районе Оренбургской области Российской Федерации.
Административный центр — посёлок Свердловский.

## История
9 марта 2005 года в соответствии с законом Оренбургской области № 1901/343-III-ОЗ образовано сельское поселение Свердловский сельсовет, установлены границы муниципального образования.

## Население
| 2010 | 2012 | 2013 | 2014 | 2015 | 2016 | 2017 |
| ---- | ---- | ---- | ---- | ---- | ---- | ---- |
| 901  | ↘866 | ↘834 | ↘826 | ↘797 | ↘776 | ↘774 |
| 2018 | 2019 | 2020 | 2021 |      |      |      |
| ↘766 | ↘732 | ↘693 | ↗694 |      |      |      |

## Состав сельского поселения
| № | Населённый пункт | Тип населённого пункта          | Население |
| - | ---------------- | ------------------------------- | --------- |
| 1 | Ермаково         | посёлок                         | 65        |
| 2 | Новопетровка     | село                            | 222       |
| 3 | Отделение 5      | посёлок                         | 99        |
| 4 | Свердловский     | посёлок, административный центр | 438       |
| 5 | Степной          | посёлок                         | 54        |
| 6 | Южный            | посёлок                         | 23        |